# Näskotts landskommun
Näskotts landskommun var en tidigare kommun i Jämtlands län. 

## Administrativ historik
Näskotts landskommun inrättades i Näskotts socken i Jämtland när 1862 års kommunalförordningar trädde i kraft 1863. Den upphörde vid kommunreformen 1952, då den gick upp i Rödöns landskommun. Sedan 1974 tillhör området Krokoms kommun.

## Kommunvapen
Näskotts landskommun förde inte något vapen.

## Politik

### Mandatfördelning i valen 1938-1946

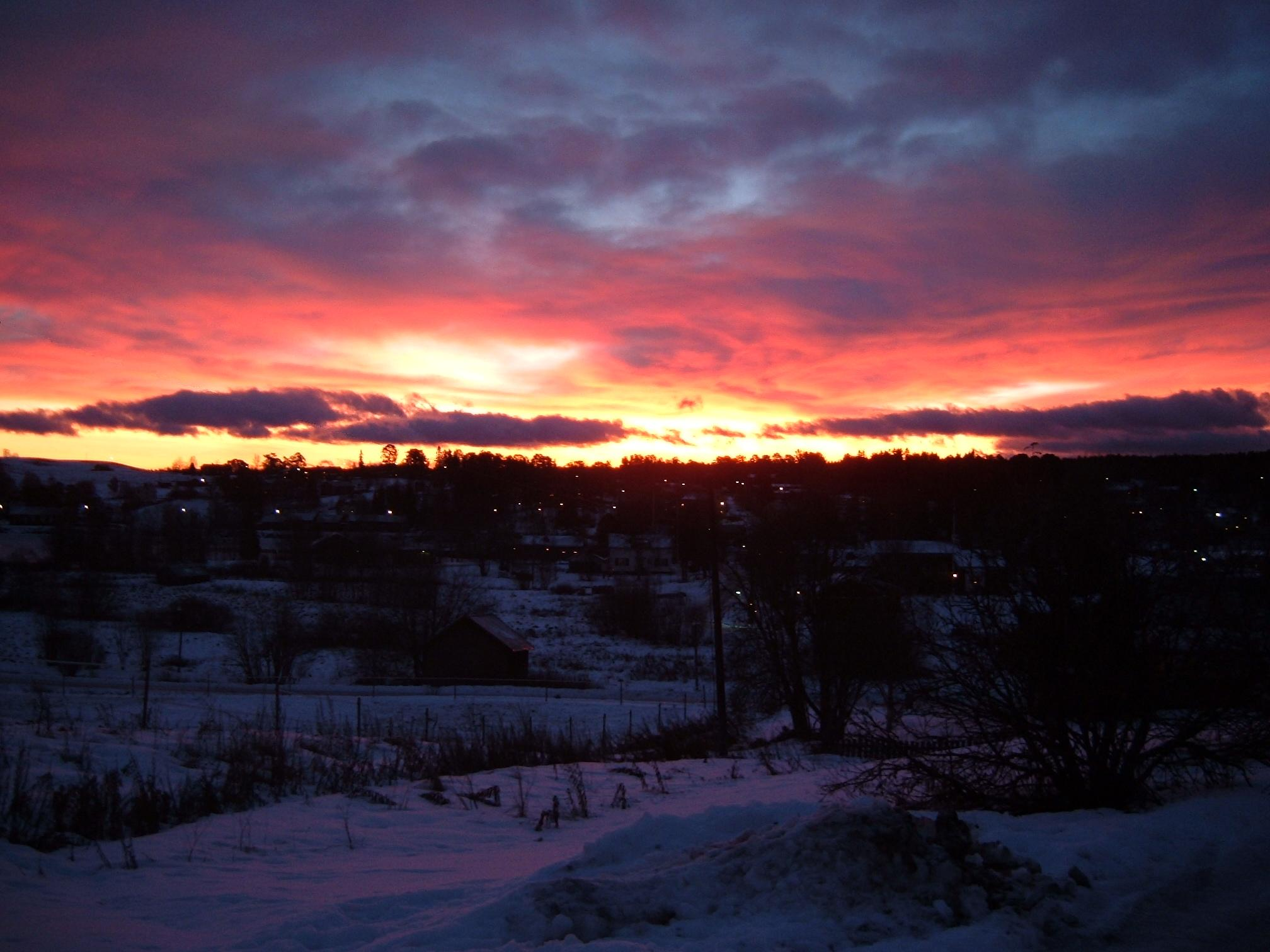
Vy över Nälden.

| 8 | 12 |

| 20 |

| 9 | 11 |

| 20 |

| 10 | 10 |

| 18 |